# Songs for a Blue Guitar
Songs for a Blue Guitar è il quinto album in studio del gruppo musicale statunitense Red House Painters, pubblicato nel 1996.

## Tracce
Testi e musiche di Mark Kozelek, eccetto dove indicato.
1. Have You Forgotten – 6:13
2. Song for a Blue Guitar – 5:59
3. Make Like Paper – 12:03
4. Priest Alley Song – 4:34
5. Trailways – 6:41
6. I Feel the Rain Fall – 2:35
7. Long Distance Runaround – 4:41 (Jon Anderson)
8. All Mixed Up – 5:50 (Ric Ocasek)
9. Revelation Big Sur – 5:48
10. Silly Love Songs – 11:00 (Paul McCartney)
11. Another Song for a Blue Guitar – 5:07